# Gare de Nihonmatsu
La gare de Nihonmatsu (二本松駅, Nihonmatsu-eki) est une gare ferroviaire de la ville de Nihonmatsu, dans la préfecture de Fukushima au Japon. La gare est exploitée par la compagnie JR East.

## Situation ferroviaire
La gare de Nihonmatsu est située au point kilométrique (PK) 250,3 de la ligne principale Tōhoku.

## Historique
La gare de Nihonmatsu a été inaugurée le 15 décembre 1887.

## Service des voyageurs

### Accueil
La gare dispose d'un bâtiment voyageurs, avec guichets, ouvert tous les jours.

### Desserte
- Ligne principale Tōhoku :
  - voie 1 : direction Fukushima et Sendai
  - voie 2 : direction Kōriyama et Kuroiso